# آیکو، شاهدخت توشی
آیکو، شاهدخت توشی (به ژاپنی: 敬宮愛子内親王) (زادهٔ ۱ دسامبر ۲۰۰۱) دختر و تنها فرزند امپراتور کنونی کشور ژاپن ناروهیتو است. کانجی نام او از دو قسمت کو 子 به معنای فرزند و آی 愛 به معنای عشق تشکیل شده‌است.

## تولد
پرنسس آیکو در ۱ دسامبر ۲۰۰۱ در ساعت ۲:۴۳ بعد از ظهر در بیمارستان امپراتوری خانوار در کاخ امپراتوری توکیو، اولین و تنها فرزند ولیعهد و ولیعهد وقت، ناروهیتو و ماساکو به دنیا آمد.
در یک سنت شکنی، نام شاهزاده خانم توسط والدینش به جای امپراتور انتخاب شد. این از بند ۵۶ لی لو دوم، یکی از آموزه‌های منسیوس فیلسوف چینی انتخاب شده‌است. آیکو، نام شخصی شاهزاده خانم، با کاراکترهای کانجی به معنی «عشق» (愛) و «کودک» (子) نوشته شده‌است و به معنای «کسی است که دیگران را دوست دارد». شاهزاده خانم یک عنوان امپراتوری نیز دارد، پرنسس توشی (敬宮، توشی-نو-میا)، که به معنای «کسی است که به دیگران احترام می‌گذارد».

## تحصیلات
پرنسس آیکو تحصیلات خود را در مهدکودک Gakushūin در ۳ آوریل ۲۰۰۶ آغاز کرد. او در ۱۵ مارس ۲۰۰۸ مهد کودک را ترک کرد. در هشتمین سالگرد تولد او، مشخص شد که علاقه او شامل نوشتن شخصیت‌های کانجی، خوشنویسی، طناب زدن، نواختن پیانو و ویولن، و نوشتن شعر است. در اوایل مارس ۲۰۱۰، آیکو به دلیل آزار و اذیت از سمت پسران در مدرسه ابتدایی خود، شروع به ماندن در خانه از مدرسه کرد. آیکو در ۲ مه ۲۰۱۰ به‌طور محدود به مدرسه بازگشت. پس از بازگشت به مدرسه، یکی از مقامات ارشد کاخ گفت که او بنا به توصیه پزشک خانواده ولیعهد در تعداد محدودی از کلاس‌ها همراه با مادرش شرکت خواهد کرد. آیکو با والدینش در استان توچیگی در سال ۲۰۱۹
در نوامبر ۲۰۱۱، آیکو به دلیل ذات الریه در بیمارستان بستری شد. در سال ۲۰۱۴، او در دبیرستان دخترانه گاکوشوین ثبت نام کرد. در تابستان ۲۰۱۸، او اولین سفر انفرادی خود را به خارج از کشور برای شرکت در یک برنامه تابستانی در کالج ایتون انجام داد. گزارش‌های یک منبع کاخ ناشناس نزدیک به خانواده گزارش می‌دهد که آیکو از مادرش ماساکو در نقش جدیدش به عنوان ملکه حمایت عاطفی می‌کند. در فوریه ۲۰۲۰ او در دانشگاه گاکوشوین پذیرفته شد و در آنجا در رشته زبان و ادبیات ژاپنی تحصیل کرد.

## زندگی عمومی
پس از ۱۶ سالگی، آیکو شروع به همراهی والدینش در حضورهای عمومی کرد. او حق شرکت در مراسم معراج پدرش را نداشت زیرا در آن زمان هنوز خردسال بود. در ۵ دسامبر ۲۰۲۱، یکشنبه پس از بیستمین سالگرد تولدش، او در مراسم رسمی رسیدن به سن بلوغ شرکت کرد و توسط امپراتور نشان بزرگ تاج گرانبها را دریافت کرد. او در جشن سال نو ۲۰۲۲ در کاخ امپراتوری به عنوان اولین رویداد عمومی خود به عنوان عضوی از خانواده امپراتوری شرکت کرد. اولین کنفرانس مطبوعاتی او در ۱۷ مارس برگزار شد